# Courchapoix
Courchapoix (Duits: Gebsdorf) is een gemeente en plaats in het Zwitserse kanton Jura, en maakt deel uit van het district Delémont.

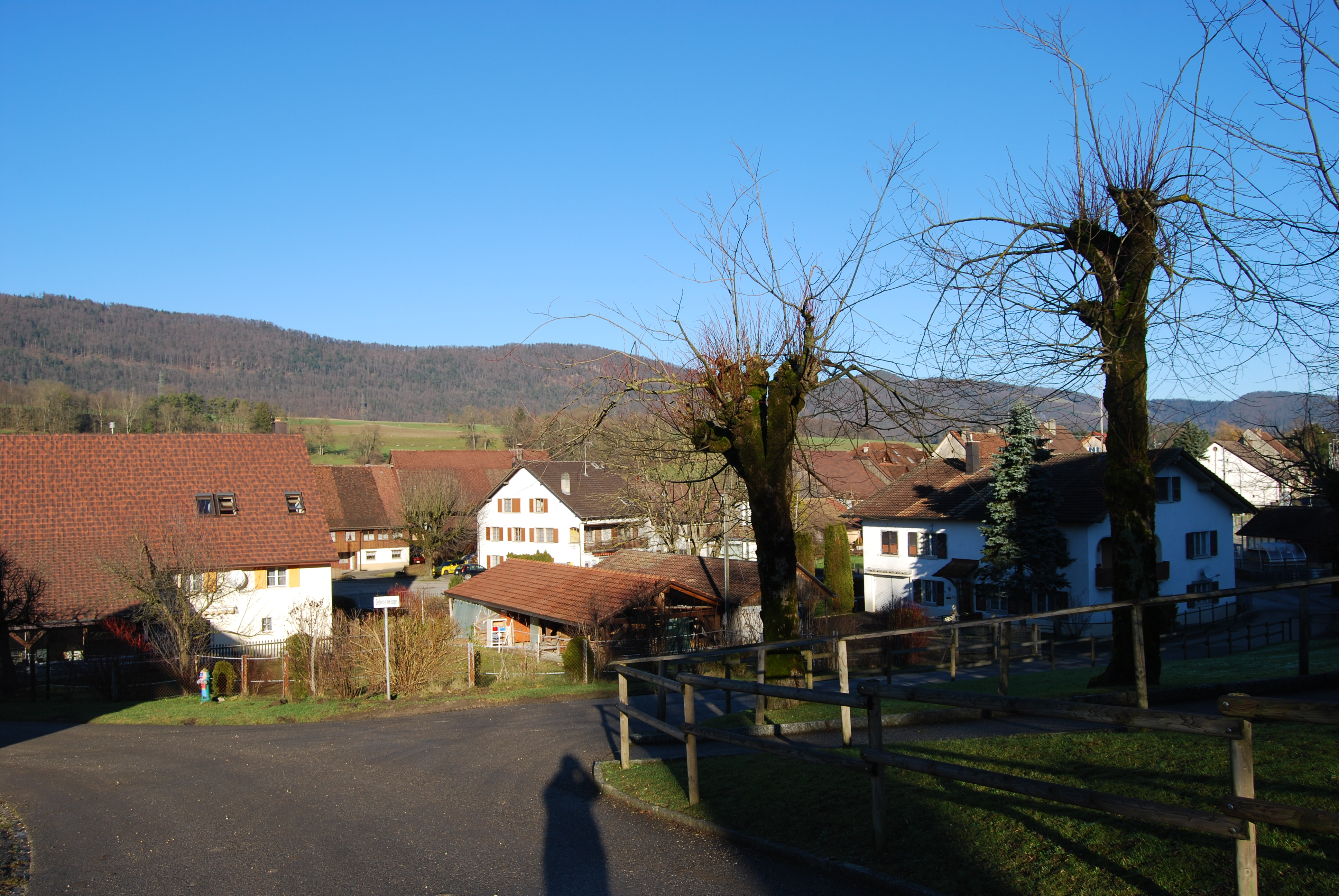
Courchapoix

Courchapoix telt 418 inwoners.